# إسماعيل نوري الربيعي
الدكتور إسماعيل نوري مسير الربيعي مؤرخ، وباحث اقتصادي عراقي معاصر، وباحث في الفكر السياسي، والتاريخ الاقتصادي. ولد في مدينة بغداد عام 1380 /1960م. يعد من الجيـل الثالث من المؤرخين العراقيين المعاصرين. قال عنه الاستاذ الدكتور إبراهيم خليل العلاف صاحب موسوعة المؤرخين العراقيين المعاصرين  إنه: من الباحثين العراقيين القليلين المهتمين بفلسفة التاريخ والفكر التحديثي والنهضوي، فهو لم يقف عند حدود (الكتابة التاريخية) التقليدية، وإنما تجاوز ذلك عندما سخّر (معرفته التاريخية) في تفسير الكثير من ظواهـر الحيـاة السياسية والاقتصادية والاجتماعية والفكرية العربية المعاصرة. ونستطيع أن نتلمس ذلك في كتاباته الأخيرة، والتي تكشف عن (أصالة فكره)، و (انحيازه) لكل ما (نهضوي) و (تقدمي)، و (انساني).

## دراسته
أكمل دراسته الابتدائية والمتوسطة والأعدادية في مدينة بغداد، ثم حصل على شهادة البكالوريوس في التـاريخ من جامعة بغداد سنة 1982م. وبرز نشاطه البحثي منذ أواخر الثمانينات من القرن العشرين بعدما نال شهادة الماجستير في جامعة بغداد سنة 1989م، وكانت بعنوان: «تاريخ العراق الاقتصادي في عهد الانتداب». واكمل بعدها الدكتوراه عام 1995م، في الجامعة الأردنية بعمان وكانت اطروحته بعنوان: «الفكر السياسي في العراق خلال فترة ما بين الحربين».

## مؤلفاته
صدرت له ما يقرب من تسعة عشر كتابا، وهي:
1.	موسوعة تكوين البشرية (أربعة مجلدات)، عمان 2011.
2.	 العرب والإسلام، من القبيلة إلى العقيدة، دار الشروق،عمان 
2000 . 
3.	مفهوم التاريخ عند العرب، مركز جهاد الليبيين للدراسات التاريخية، طرابلس 2000 .
4.	تاريخ الحضارة العربية الإسلامية، توزيع دار أساريا، الزاوية 2001 .
5.	العرب والاستعمار، إشكالية الهوية والوعي في تاريخ العرب السياسي الحديث، الشارقة 2000.
6.	 تكوين أوروبا السياسي المعاصر، دار أساريا، الزاوية 2001 .
7.	 تاريخ أوروبا في العصور الوسطى، دراسة في توزيع القوى السياسية، دار المواسم، بيروت 2001 .
8.	التاريخ والهوية، دار الحامد، عمان 2002.
9.	العرب والمستقبل، دار الحامد، عمان 2002.
10.	 فلسفة التاريخ، دار الحامد، عمان 2002.
11.	 نبلاء ودراويش تاريخ الحروب الصليبية، الأهلية للنشر، عمان 2003.
12.	 العرب والإسلام: قراءة في سياقات الحضاري والمعرفي، دار الحامد، عمان 2002.
13.	 تطور العلوم عند العرب، دار الأوائل، دمشق 2003.
14.	 تحولات الذات الثقافي العربي، دار الأوائل، دمشق 2003.
15.	 العرب وتحولات العالم، دار اليمامة، الرياض 2004.
16.	 العالم وتحولاته؛ التاريخ- الهوية العولمة، المجلس الوطني للثقافة والفنون والتراث، قطر (تحت الطبع).
17.	 ثلاثية تكوين العراق الحديث (الثقافي - السياسي-الاقتصادي)، قيد التحكيم العلمي.
18.	 النزعة التاريخية ومعنى التاريخ، سلسلة كتاب الرياض الشهري، دار اليمامة، الرياض 2006.
19.	 الاستبداد في نظم الحكم العربية المعاصرة (مؤلف مشارك)، مركز دراسات الوحدة العربية، بيروت 2005.

## أعماله ووظائفه
- عمل مدرساً في قسم التاريخ بكلية التربية ـ جامعة الأنبار، للفترة بين 1990 ـ 1992م.
- شغل منصب مقرر القسم، وخلال السنوات 1995 ـ 1999م، وعمل استاذاً مساعداً في المعهد العالي لاعداد المعلمين بزلطن / ليبيا، ثم اأتقل منذ سنة 1999 إلى قسم التاريخ بجامع السابع من أبريل ـ الزاوية ـ ليبي.
- أسهم من خلال عمله الأكاديمي والتربوي في نشاطات علمية وثقافية عديدة.
- هاجر إلى كندا في نهاية تسعينات القرن الماضي، ثم عاد إلى المنطقة العربية ليعمل استاذا للتاريخ في جامعة البحرين ثم الجامعة الاهلية في البحرين.
- ولقد نشط عضواً عاملاً في مؤسسات نقابية ومهنية منها عضويته في جمعية المؤرخين والآثاريين العراقيين، واتحاد المؤرخين العرب.
- ومارس العمل الصحفي من خلال سلسلة مقالات ودراسات كتبها في صحف ومجلات عراقية وعربية عديدة منها جريدة المدى (البغدادية) وجريدة الزمان (اللندنية) وجريدة الرياض (السعودية).
- في سنة 1986 كان عضواً في اللجنة القطرية الثقافية في وزارة التربية العراقية.
- تم ترشيحه سنة 1994م، لنيل جائزة عبد الحميد شومان للعلماء العرب الشبان.
- شارك في العديد من الندوات والمؤتمرات في مختلف انحاء العالم.